# روبرت هنت
روبرت هنت (بالإنجليزية: Robert Hunt)‏ (و. 1807 – 1887 م) هو جيولوجي، من المملكة المتحدة لبريطانيا العظمى وإيرلندا، كان عضوًا في الجمعية الملكية، توفي عن عمر يناهز 80 عاماً.

## جوائز
حصل على جوائز منها:
- زميل في الجمعية الملكية.